# Peter Nestler (Regisseur)

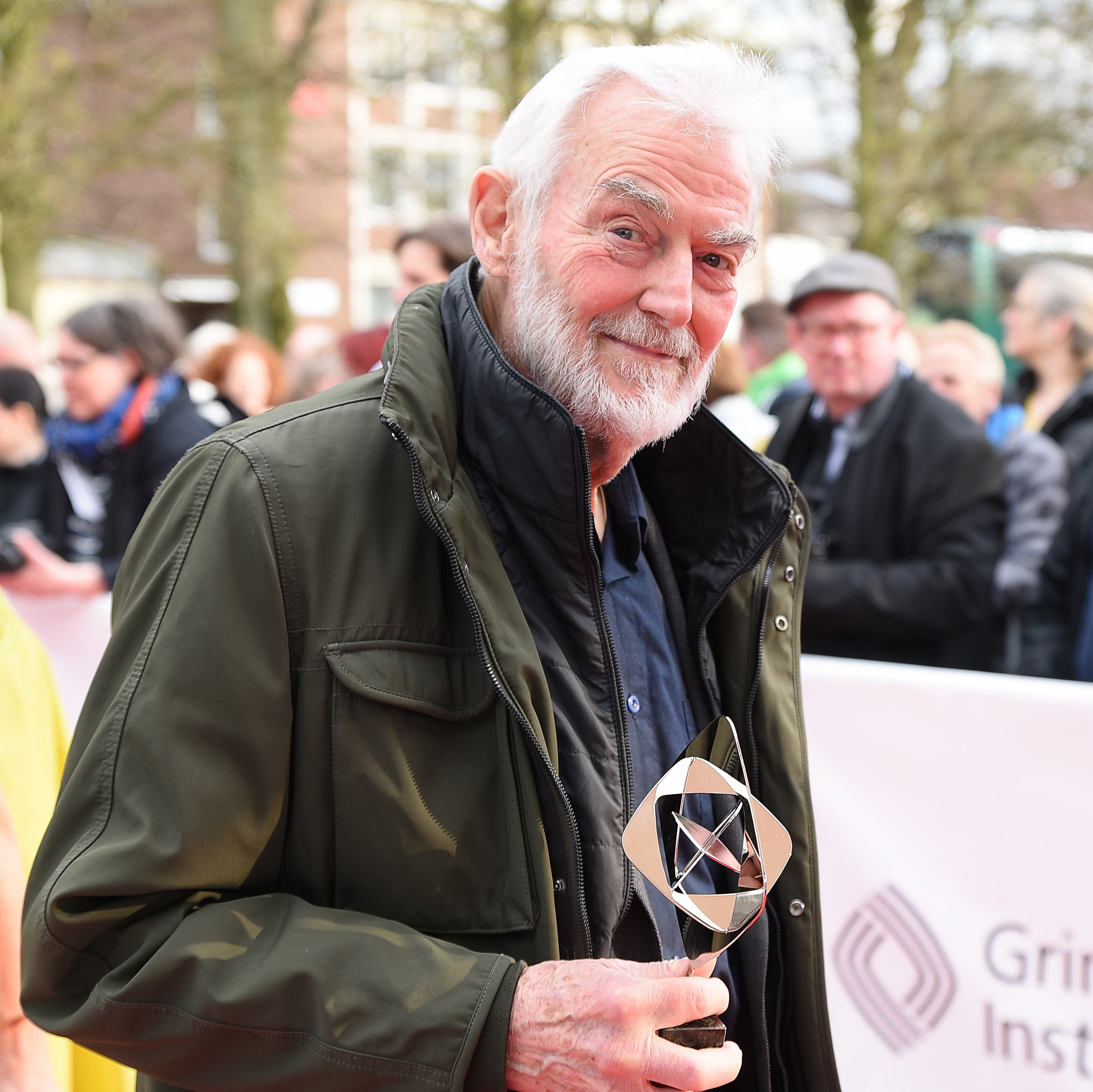
Peter Nestler bei der Verleihung des Grimme-Preises 2023

Peter Nestler (* 1. Juni 1937 in Freiburg im Breisgau) ist ein deutscher Dokumentarfilmer und Schauspieler.

## Leben
Der Sohn eines deutschen Offiziers und einer Schwedin besuchte bis 1953 ein Internat. Danach arbeitete er zeitweise im väterlichen Kunststoffbetrieb und fuhr zwei Jahre zur See. Er studierte Malerei an der Kunstakademie München und erhielt ab 1959 mehrere Filmrollen. In dem Schlagerfilm Eine hübscher als die andere (1961) war er Hauptdarsteller an der Seite von Heidi Brühl. Auch arbeitete er in dieser Zeit gelegentlich als Synchronsprecher.
Nestlers Ambitionen gingen jedoch in eine andere Richtung. 1962 drehte er seinen ersten Dokumentarfilm Am Siel. Für Aufsätze (1963) erhielt er die Kulturfilmprämie des Bundesinnenministers. Seit seinem Werk Von Griechenland (1965) war in der Bundesrepublik Deutschland jedoch kein Sender mehr bereit, einen Film des als linkslastig geltenden Peter Nestler mitzufinanzieren und auszustrahlen. 1966 emigrierte er nach Schweden, weil der Westdeutsche Rundfunk seine Filme nicht länger zeigen wollte. Sein Spielfilmprojekt Der Kandidat mit Trude Herr als Hauptdarstellerin scheiterte an mangelnder finanzieller Unterstützung.
In Schweden arbeitete er zunächst als Waldarbeiter. 1968 wurde er fester Mitarbeiter beim 2. Kanal von Sveriges Radio. Er bearbeitete vor allem Kinder- und Jugendsendungen. Fast im Alleingang, unterstützt nur von seiner Frau Zsóka, schuf er immer wieder zeitkritische Kurz-Dokumentarfilme. Ein Teil davon wurde vor der Ausstrahlung aus dem Programm genommen.
Zahlreiche seiner Filme entstanden in Zusammenarbeit mit seiner Frau Zsoka. Seit 2016 ist er Mitglied der Akademie der Künste Berlin.

## Filmografie (Auswahl)

### Regisseur (Dokumentarfilme)
- 1962: Am Siel
- 1963: Aufsätze
- 1964: Mülheim/Ruhr mit Reinald Schnell
- 1964: Ödenwaldstetten
- 1965: Ein Arbeiterclub in Sheffield
- 1965: Von Griechenland
- 1965: Rheinstrom mit Reinald Schnell und Robert Wolfgang Schnell
- 1967: Im Ruhrgebiet (I Ruhromradet, TV)
- 1968: Sightseeing
- 1968: Griechen in Schweden (Greker i Sverige; nicht gesendet)
- 1969: Die Donau rauf (Uppför Donau, Sveriges TV)
- 1970: Zigeuner sein (Att vara zigarne, TV)
- 1971: Dürfen sie wiederkommen? Über neofaschistische Tendenzen in Westdeutschland (Far de komma igen? Om nyfascistica tendenser i Västtyskland; nicht gesendet)
- 1972: Bilder von Vietnam (Bilder fran Vietnam, TV)
- 1973: Spanien! (TV)
- 1977: Ausländer. Teil I. Schiffe und Kanonen (Utlänningar. Del I. Batar och kanoner, TV)
- 1978: Ausländer. Teil II. Zigeuner (Utlänningar. Del II. Le rom, TV)
- 1978: Ausländer. Teil III. Iraner (Utlänningar. Del III. Iranier, TV)
- 1978: Ausländer. Teil IV. Iraner, Fortsetzung (Utlänningar. Del IV. Iranier, Fortsättning, TV)
- 1981: Ist der Frieden verfassungsfeindlich? (Ar freden föfattningsfientling?, TV)
- 1981: Hiroshima (TV)
- 1982: Ruperto Mendoza (TV)
- 1982: Es ist Krieg in Mittelamerika (Det är krig i Centralamerika, TV)
- 1983: Ich will keine traurigen Gesichter sehen (Jag vill inte se sorgana ansikten, TV)
- 1985: Das Warten (Väntan, TV)
- 1986: Ödenwaldstetten 2 (TV)
- 1988: Die Judengasse (TV, in Frankfurt am Main)
- 1991: Die Nordkalotte (TV, über das Land der Samen, Lappland)
- 1997: Pachamama – Unsere Erde
- 1998: Die Römerstraße im Aostatal (TV)
- 2000: Flucht 2000 (TV; über den Maler Léo Maillet)
- 2002: Die Verwandlung des guten Nachbarn (TV; Besuche des ehemaligen KZ-Häftlings Thomas Blatt in Sobibor)
- 2003: Fremde Kinder: Mit der Musik groß werden
- 2007: Verteidigung der Zeit – über die Arbeit von Straub-Huillet
- 2009: Tod und Teufel
- 2021: Picasso in Vallauris
- 2022: Unrecht und Widerstand. Romani Rose und die Bürgerrechtsbewegung.
- 2022: Der offene Blick – Künstlerinnen und Künstler der Sinti und Roma

### Darsteller
- 1958: Der Schinderhannes
- 1959: Der Mann im Manne
- 1959: Paradies der Matrosen
- 1961: Der Hochtourist
- 1961: Und sowas nennt sich Leben
- 1961: Schwarzer Kies
- 1961: Eine hübscher als die andere
- 1962: Muß i denn zum Städtele hinaus
- 1962: Der Pastor mit der Jazztrompete
- 1963: Zwei in einer Hafenstadt
- 1963: Der Würger von Schloss Blackmoor
- 1963: Interpol (Fernsehserie) – Folge 3: Herz ist Trumpf
- 1965: Abschied (TV-Film)
- 1972: Einleitung zu Arnold Schoenbergs Begleitmusik zu einer Lichtspielscene

## DVD-Edition
2012 erschien eine DVD-Edition von Nestlers Filmen (Peter Nestler – Poetischer Provokateur. Filme 1962-2009, 5 DVDs).

## Dokumentarfilm über Nestler
In dem Film Dokumentarisch arbeiten I von Christoph Hübner wird Nestler neben Klaus Wildenhahn, Jürgen Böttcher und Volker Koepp zu seiner Arbeit befragt.